# Charlotte Kemp Muhl
Charlotte Kemp Muhl (17 de agosto de 1987), también conocida como Kemp Muhl, es una cantante, compositora, escritora, modelo y directora de películas estadounidense. Habiendo modelado desde los 13 años, Kemp Muhl a los 16 años se convirtió en la portada de la revista Harper's and Queen Reino Unido. Kemp Muhl mantiene una relación con Sean Lennon desde 2007 y conforman el dúo musical The Ghost of a Saber Tooth Tiger.

## Carrera

### Carrera musical
Kemp Muhl es una cantante/compositora como también multinstrumentista ya que toca la guitarra, el bajo, el teclado, y el acordeón. Lennon y Kemp Muhl son parte de un proyecto musical, titulado "The Ghost of a Saber Tooth Tiger". La pareja también formó la discográfica "Quimera Music".
Kemp Muhl tiene otro proyecto musical con su amigo de toda la vida Eden Rice, llamado "Kemp and Eden." Kemp y Eden firmaron recientemente con River Jones Music. Tiene un álbum, Black Lace Hole, lanzado en 2012. Kemp Muhl ha dicho varias veces que usa el dinero que consigue del modelaje para financiar y producir su música.

### Modelaje
Kemp Muhl ha tenido una exitosa carrera en el modelaje, y ha figurado en campañas de Tommy Hilfiger, Sisley, D&G, Donna Karan, Maybelline, Swarovski, y la marca de Jennifer Lopez, J.LO. Ha trabajado con Ellen Von Unwerth, Terry Richardson, Greg Kadel, Gilles Bensimon, y Steven Klein. Desde 2002-2005, Kemp Muhl fur portavoz de Vidal Sassoon en Asia, apareciendo en comerciales y películas en todo el continente.

### Vídeos musicales
- Hizo el papel de protagonista, Lola, en el videoclip de Elefant, Lolita  (2006)
- Apareció en el vídeo musical de la canción de Whirlwind Heat, Purple
- Apareció en el video musical de Tiziano Ferro, Imbranato (2002)
- Hizo una aparición en la canción de Young Love, "Find A New Way (Versión de Terry Richardson)" (2007)

## Vida personal
Después de conocerse en Coachella Valley Music and Arts Festival, Kemp Muhl empezó una relación con Sean Lennon en 2007. En una entrevista, Lennon dijo haberse tropezado con el talento musical de Kemp Muhl un año después de que se conocieran.
Previamente salió con Matthew Gray Gubler desde 2004 a 2005.